# Squelette humain
Pour les articles homonymes, voir Squelette (homonymie).
Pour un article plus général, voir Squelette.
Le squelette humain est l'ensemble d’environ 206 os constants à l'âge adulte (environ 350 à la naissance), et d'un nombre variable d'os surnuméraires en fonction des individus. Ces os sont supportés et étayés par des ligaments, tendons, muscles, fascias et du cartilage, formant l'appareil locomoteur. Le fœtus a un squelette cartilagineux dont l'ossification débute avant la naissance et continue jusqu'à l'âge adulte.
Le rôle du squelette est multiple. Il constitue la charpente du corps (l'ossature), sur laquelle les muscles et autres structures pourront se fixer et permettre le mouvement du corps. Il assure une fonction de protection pour certains organes, comme ceux situés dans la cage thoracique (cœur, poumons…) ou le cerveau, protégé par les os du crâne. Il loge la moelle osseuse, et stocke des minéraux.
La masse du squelette « sec », c'est-à-dire sans la moelle rouge, est de 4 à 6 kg en moyenne chez l'homme et de 3 à 4 kg chez la femme. L'os le plus long du corps est le fémur ; le plus petit est l'étrier qui se situe dans l'oreille moyenne.
Les os ont besoin de calcium pour se développer, devenir plus solides et ainsi se briser moins facilement.

## Squelette vu de face et de dos
|  |  |

## Structure
Le squelette humain est composé de deux groupes osseux : le squelette axial et le squelette appendiculaire.

### Squelette axial
Le squelette axial est la partie du squelette formant l'axe vertical du corps : le crâne,  la colonne vertébrale et le squelette thoracique.

#### Remarque terminologique
Dans la littérature le terme squelette axial peut ne désigner que la colonne vertébrale.

### Squelette appendiculaire
Le squelette appendiculaire correspond au squelette des quatre membres : les deux membres supérieurs et les deux membres inférieurs.

## Composition
Le système squelettique est constitué d'os, de cartilage, d'articulations et de ligaments. Il représente en moyenne 20 % de la masse corporelle.

### Os

#### Anatomie
Les os sont des organes composés principalement de tissu osseux, mais aussi nerveux, musculaire, cartilagineux ; ainsi que du tissu conjonctif dense sur sa surface externe et du tissu épithélial dans les parois des vaisseaux sanguins. L'os compact correspond à sa partie dure et lisse ; à l'intérieur l’os spongieux est constitué de travées logeant la moelle osseuse.
Les os courts, plats ou irréguliers sont composés de plaques d'os spongieux, les diploés, recouverts d'os compact. Les os longs comprennent une diaphyse, des épiphyses et du périoste. L'artère nourricière entre dans la diaphyse afin d'alimenter l'os et la moelle .

#### Dénombrement
À l'âge adulte, le squelette humain comporte 206 os constants, comprenant les six osselets de l'ouïe. Selon les individus, il existe également un nombre variable d'os surnuméraires. Ces os inconstants sont les petits os sésamoïdes des mains et des pieds et les os suturaux du crâne,. Parmi ces 206 os, la moitié se trouve dans les mains et les pieds.
Le dénombrement des os du squelette humain – c'est-à-dire le nombre d'os constants d'un être humain à l'âge adulte – n'est pas fait de manière unique : il s'agit la plupart du temps d'une question de définition de leurs articulations. L'articulation des os va influencer leur « parité » (exemple de l'os frontal ou de la mandibule, pairs à la naissance, qui une fois fusionnés deviennent impairs à l'âge adulte), leur « nombre », avec la fusion des os (les sternèbres qui deviennent le corps du sternum et les sacrèbes[Quoi ?] qui deviennent le sacrum), leur « mobilité » (bien que le manubrium sternal soit confondu avec le sternum) ou leur « caractère sésamoïde » comme la patella (rotule) ou encore les os sésamoïdes du pouce.
La principale différence de dénombrement tient à la patella, au sacrum et au coccyx : la patella, important os sésamoïde, peut ou non être considéré comme un os squelettique. De même, le nombre de vertèbres peut être de 26, 30 ou 33 (respectivement avec sacrum et coccyx, vertèbres sacrales et coccyx puis vertèbres sacrales et coccygiennes) selon l'individualisation de certains os considérés soudés ou non. Il est admis que le squelette humain possède 33 vertèbres en moyenne (parfois 34 selon les coccyx).
Il existe ainsi au minimum 204 os (sans patella, avec le sacrum et le coccyx) et au maximum 224 os (si on prend en compte cinq vertèbres sacrales, quatre vertèbres coccygiennes, le manubrium, la fabella, les deux os sésamoïdes du pouce, l'os sésamoïde de l'index et les deux os sésamoïdes de l’hallux). Il est possible également de considérer la mandibule paire (comme l'os coxal et à l'instar du maxillaire) et l'os frontal comme pair, soit 226 os ou, au contraire, les os du crâne et de la face comme un seul os tout comme le manubrium et le corps du sternum (21 os suturés) soit un minimum de 184 os. Cependant, les sutures de la calvaria ne sont pas les mêmes que celle des deux parties de l'os frontal, les vertèbres coccygiennes de type vestigial sont toujours soudées contrairement aux vertèbres sacrales fusionnées. Tout dépend de la prise en compte de la façon dont les os sont liés entre eux et de la mobilité de leur articulations.
Le nombre le plus connu est 206 (comprenant la patella, le sacrum et le coccyx, soit 26 vertèbres), enseigné en 2008 à la faculté de médecine de la Pitié-Salpêtrière de l'université Pierre-et-Marie-Curie et en 2011 à la faculté de médecine de Necker de l'université Paris Descartes, cours de première année d'études de santé (PACES). Il prend en compte de manière stricte le nombre d'os articulés constants de l'être humain adulte.
Les origines de la variabilité dans le décompte des os du squelette peuvent être :
- les os sésamoïdes (situés dans les tendons, ils ont pour rôle d'augmenter le bras de levier). La patella (rotule) est un os sésamoïde constant ;
- les os wormiens (ou os suturaux) : petit os supplémentaires du crâne qui dérivent d'un noyau d'ossification surnuméraire (situés dans les sutures entre les os du crâne) ;
- les paires de côtes surnuméraires sont rares, et généralement appendues aux vertèbres cervicales ;
- certaines malformations comme la polydactylie (six doigts au lieu de cinq) ;
- les vertèbres sacrées, normalement soudées pour former le sacrum, peuvent ne pas l'être ou l'être incomplètement. On parle alors d'« anomalie transitionnelle » ;
- l'os trigone, à la face postérieure du talus.

### Articulations
Les articulations sont le point de contact entre deux ou plusieurs os. Elles sont fibreuses, cartilagineuses ou synoviales sur le plan structural et immobiles, semi-mobiles ou mobiles selon leur fonction. Elles jouent un rôle dans le mouvement et la protection du squelette.

### Ligaments
Constitués de tissu conjonctif, les ligaments sont des cordons fibreux et résistants qui recouvrent les articulations, dirigent le mouvement et relient les os entre eux.

### Cartilage
Le cartilage est un tissu conjonctif dense irrégulier, comme le derme, situé entre de nombreuses pièces osseuses. Avasculaire et dépourvu de neurofibres, il favorise la résistance à la tension et à la compression. Le cartilage hyalin, le plus répandu, est riche en collagène. Il se trouve à l'extrémité des os longs et du nez, à la liaison des côtes du sternum et dans la plupart des conduits du système respiratoire. Le cartilage élastique, plus abondant en élastine, permet une grande capacité d'extension : il structure ainsi le pavillon de l'oreille et l’épiglotte. Le cartilage fibreux, présent par exemple dans les ménisques et les disques intervétébeaux, offre une bonne résistance aux fortes pressions.

## Description générale
Le squelette s'organise autour d'un axe osseux vertical, la colonne vertébrale, cet axe reliant trois volumes : la tête, la cage thoracique et le bassin. Deux ceintures, pelvienne et scapulaire, lient les quatre membres (inférieurs et supérieurs) au tronc.

### La tête osseuse

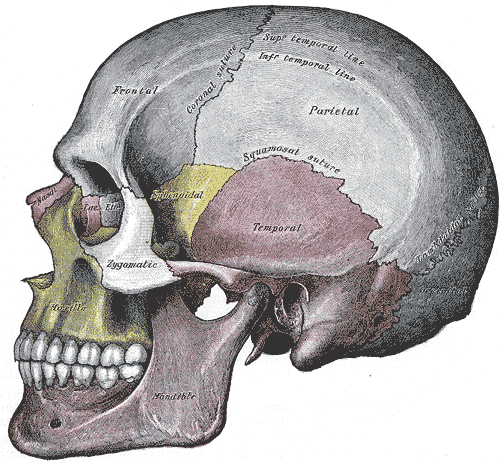
Tête osseuse (vue de profil).

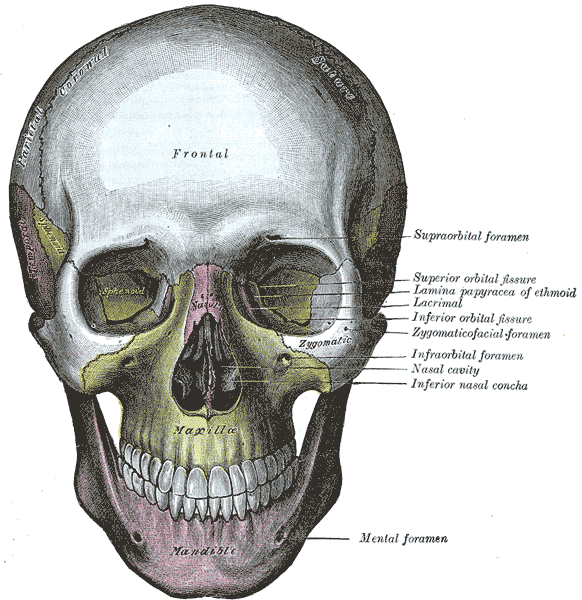
Tête osseuse (vue de face).

Située au-dessus de la colonne vertébrale, elle comprend deux parties :
- le crâne, en forme de boîte, qui contient l’encéphale ;
- la face, qui loge les organes des sens et supporte les muscles et organes de la mastication, ainsi que les muscles de la mimique.

#### Crâne
Le crâne est une cavité de forme ovoïde à grosse extrémité postérieure. Il comprend huit os plats. Le frontal présente une portion verticale et une horizontale. Il est creusé de deux sinus. L’ethmoïde est situé à la base du crâne, entre le frontal et le sphénoïde. Il prend part à la constitution des fosses nasales. Le sphénoïde est situé à la partie moyenne à la base du crâne, entre l’ethmoïde et le frontal en avant, l’occipital et les temporaux en arrière. L’occipital forme la majeure partie du pôle postérieur du crâne. Il est percé du trou occipital. Les pariétaux sont situés de chaque côté au-dessus de l’écaille du temporal, en arrière du frontal, en avant de l’occipital. Les temporaux sont situés de chaque côté sous le pariétal, en avant de l’occipital, en arrière de la grande aile du sphénoïde. Ils présentent trois parties : l’écaille, partie supérieure qui entre dans la constitution de la paroi latérale du crâne, la mastoïde, postéro-inférieure et le rocher, interne. Près de l’union entre l’écaille et la mastoïde, se détache l’apophyse zygomatique, dirigée d’abord en dehors et en avant, puis en avant. Il comporte 26 os.

#### Face
Le squelette de la face comprend de nombreux os. Nous nous contenterons de décrire le maxillaire supérieur et la mandibule.
Le maxillaire supérieur est situé au-dessus de la cavité buccale, en dehors des fosses nasales, au-dessous de l’orbite. Il participe à la constitution de ces trois cavités et forme avec celui du côté opposé la plus grande partie de la mâchoire supérieure. Il est creusé d’un sinus qui communique avec les fosses nasales. Il porte l’arcade dentaire supérieure.
La mandibule, en forme d’arcade à convexité antérieure, est formée de deux moitiés soudées en avant, au niveau de la symphyse mentonnière. Chaque hémi-mandibule présente une branche horizontale et une lame quadrilatère dressée verticalement, la branche montante. Sur son bord supérieur, cette dernière présente en avant l’apophyse coronoïde et en arrière le condyle, qui s’articule avec l’os temporal. Ces deux reliefs sont séparés par l’échancrure coronoïdienne. La branche horizontale supporte l’arcade dentaire inférieure et est percée du canal dentaire, occupé par un nerf. Sur sa face interne se trouve une crête très marquée, dirigée en bas et en avant, la crête mylo-hyoïdienne.
Annexe : l’os hyoïde est un os sésamoïde en forme de fer à cheval à convexité antérieure. Il se situe en dessous et en arrière de la mandibule.

### Le cou et le tronc

#### Colonne vertébrale

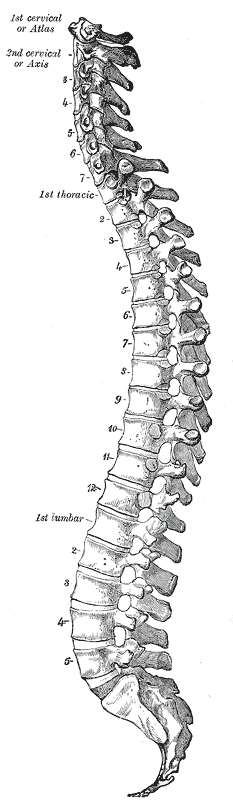
La colonne vertébrale (vue latérale).

##### Généralités
La colonne vertébrale est une longue tige ostéo-fibreuse, pleine en avant, creusée d’un canal en arrière, située sur la ligne médiane à la partie postérieure du tronc. Elle est composée des vertèbres, séparées par des disques fibrocartilagineux. Dans le plan frontal, elle est droite alors que l'on décrit volontiers des courbures dans le plan sagittal. On distingue :
- 7 vertèbres cervicales qui forment une convexité antérieure (lordose) ;
- 12 vertèbres dorsales qui forment une concavité antérieure (cyphose) ;
- 5 vertèbres lombaires qui forment une convexité antérieure (lordose) ;
- 5 vertèbres sacrées soudées en une pièce, le sacrum, formant une concavité antérieure (cyphose) ;
- 4 ou 5 vertèbres coccygiennes soudées pour former le coccyx, relique évolutive de l'appendice caudal.

##### Caractères généraux des vertèbres
Chaque vertèbre présente :
- un corps cylindroïde antérieur ;
- un foramen vertébral entre le corps en avant et le processus épineux en arrière. L’ensemble des foramens forme le canal rachidien, qui laisse passage à la moelle épinière ;
- deux processus transverses dirigés en dehors et en arrière. Ils sont situés une de chaque côté, à l’union de la lame et du pédicule (isthme vertébral) ;
- un processus épineux, dirigé en arrière, qui naît de la fusion, sur la ligne médiane, des lames vertébrales ;
- quatre surfaces articulaires : une supérieure (qui regarde vers le haut et l'arrière) et une inférieure (qui regarde vers le bas et l'avant), de part et d'autre du foramen vertébral. On notera qu'à l'étage lombaire, les processus articulaires sont « sagittalisés » de telle sorte qu'à l'étage supérieur ils regarderont aussi vers le dedans et en bas vers le dehors ; elles permettent l’articulation des vertèbres entre elles ;
- deux lames situées entre les processus transverses et le processus épineux ;
- deux pédicules qui unissent les processus transverses et articulaires au corps. Les bords supérieur et inférieur des pédicules sont échancrés, de sorte que la superposition des pédicules de deux vertèbres voisines forme les trous de conjugaison.

##### Deux vertèbres particulières: l’atlas et l’axis

###### Atlas ou première cervicale
L’atlas est composé de :
- 2 masses latérales, cylindroïdes, réunies par un arc antérieur et un arc postérieur. Les masses latérales s’articulent en haut avec l’occipital et en bas avec l’axis ;
- un trou vertébral comprenant deux portions :
  - la portion antérieure, quadrangulaire qui loge la dent de l’axis,
  - la portion postérieure, elliptique, à grand axe transversal.

###### Axis ou deuxième cervicale
L’axis présente sur la face supérieure du corps une saillie verticale, la dent ou apophyse odontoïde, reliée au corps par le col.
Sa face antérieure présente une facette articulaire qui répond à l’arc antérieur de l’atlas.
Remarque : Pour chaque région, les vertèbres présentent des caractéristiques spécifiques de cette région.

##### Sacrum
Le sacrum est situé sous la colonne lombaire, au-dessus du coccyx et entre les deux os iliaques. Il a la forme d’une pyramide quadrangulaire, dont la face antérieure est concave en avant. Cette face présente quatre saillies transversales (anciennes soudures vertébrales) terminées de chaque côté par les trous sacrés antérieurs. La face postérieure est très complexe. Elle présente, sur la ligne médiane, la crête sacrée, irrégulière, terminée en bas par l’orifice inférieur du canal sacré. De chaque côté se trouvent des gouttières, tubercules et trous sacrés postérieurs qui sont des reliquats des anciennes structures des vertèbres sacrées. Les faces latérales présentent, en haut, une surface articulaire pour l’articulation avec l’os iliaque. La base est dirigée en haut et en avant et est semblable à la face supérieure d’une vertèbre.

##### Coccyx
Le coccyx résulte de la soudure de quatre à six vertèbres atrophiées : les vertèbres coccygiennes.

#### Le thorax

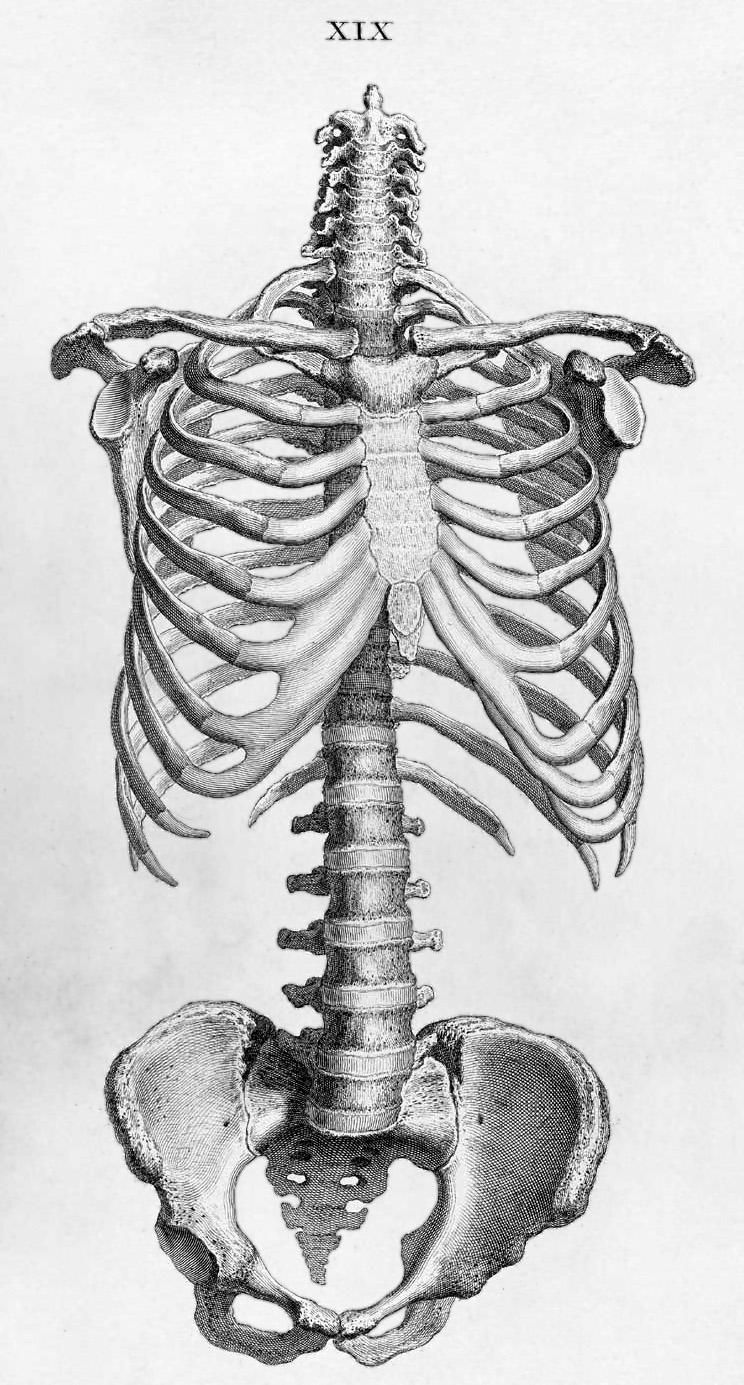
Le thorax et le bassin (vue antérieure).

##### Généralités
Le thorax est une grande cavité ostéo-cartilagineuse abritant le cœur et les poumons. Il est composé de 12 vertèbres dorsales, de 12 paires de côtes, des cartilages costaux et du sternum.

##### Sternum
Le sternum est un os plat, à la partie antérieure du thorax, dirigé en bas et en avant. Il comprend trois segments de haut en bas :
- le manubrium, ou poignée ;
- le corps, dont les bords sont échancrés pour recevoir les cartilages costaux ;
- le processus xiphoïde.

Le manubrium et le corps forment un angle saillant en avant, l’angle de Louis, qui repère la deuxième articulation sterno-costale.

##### Côtes et cartilages costaux
Les côtes se répartissent en 12 paires numérotées de haut en bas:
- 7 vraies, articulées chacune au sternum par l'intermédiaire d’un cartilage différent ;
- 3 fausses, les 8e, 9e et 10e côtes, qui s’articulent au sternum par un cartilage commun ;
- 2 paires de côtes flottantes, dont le cartilage présente une extrémité antérieure libre.

À partir des corps vertébraux, les côtes se dirigent en bas et en dehors. Elles se coudent ensuite (angle postérieur) pour se diriger en bas et en avant. Enfin, l’angle antérieur porte leur direction en bas et en dedans.
Chaque côte présente un corps et deux extrémités. Le corps présente des faces externe et interne. Il est parcouru à son bord inférieur par la gouttière costale. L’extrémité postérieure s’articule avec les deux vertèbres correspondantes au niveau de leur disque intervertébral. L’extrémité antérieure se continue par le cartilage costal.

##### Première côte
Son corps présente des faces supérieure et inférieure. La face supérieure est parcourue à sa partie moyenne par 2 gouttières transversales, séparées par le tubercule de Lisfranc, où s'insère le muscle scalène antérieur.

### Squelette du membre supérieur

Les os des membres supérieurs (vue antérieure, thorax en transparence).
Avant-bras droit en pronation (gauche en supination).

Le membre supérieur comprend quatre segments qui sont, de haut en bas: l’épaule, le bras, l’avant-bras, la main.

#### Épaule
L'épaule, encore appelée ceinture scapulaire, est formée par : la scapula (nom scientifique de l'omoplate) ; l'humérus qui s'articule avec la cavité glénoïdale de la scapula ; la clavicule qui est reliée en avant au sternum et à l'acromion de la scapula en arrière.

##### Clavicule
La clavicule est un os allongé, pair, situé entre le manubrium sternal (en dedans) et la scapula (en dehors), dirigé obliquement en arrière et en dehors. Il forme un « S » allongé dont la courbure interne est concave en arrière et la courbure externe, concave en avant. La clavicule présente un corps et deux extrémités.

##### Scapula
La scapula (ou « omoplate ») est un os plat, triangulaire, appliqué à la face postérieure du thorax, de la 2e à la 7e ou 8e côte. La face postérieure montre à l’union de son quart supérieur et de ses trois quarts inférieurs, une forte lame, l’épine de la scapula. Se détachant presque à angle droit, l’épine se porte en haut, en arrière et en dehors pour se prolonger en dehors par une forte apophyse, l’acromion qui porte une surface articulaire sur laquelle repose l'extrémité externe de la clavicule. L’angle supéro-externe de l'omoplate présente la cavité glénoïdale de la scapula, destinée à s’articuler avec la tête humérale.

#### Bras: humérus
L'humérus est un os long situé entre la scapula (omoplate) en haut, le radius et l'ulna (cubitus) en bas, il présente un corps et deux extrémités.
L’extrémité supérieure est formée de trois saillies :
- la tête humérale, qui a la forme d’un tiers de sphère et s’articule avec la cavité glénoïde de la scapula. Elle est dirigée en haut, en dedans et en arrière et supportée par une portion plus ou moins rétrécie, le col anatomique ;
- en dehors du col anatomique se trouvent deux saillies. L’une, petite et antérieure, est le trochin ; l’autre, plus grosse et externe, est le trochiter ;
- entre le trochiter et le trochin se trouve la coulisse bicipitale.

L’extrémité inférieure est large transversalement. Elle présente une surface articulaire et deux masses latérales. La surface articulaire est divisée en deux portions. L’externe, hémisphérique, est le condyle, qui s’articule avec le radius. L’interne, la trochlée, est en forme de poulie : elle présente un versant externe, séparé du versant interne plus profond, par une gorge. La trochlée s’articule avec le cubitus. Au-dessus et en dehors du condyle se trouve l’épicondyle. Au-dessus et en dedans de la trochlée, se trouve l’épitrochlée. À la face antérieure, au-dessus de la surface articulaire, se trouve la fossette coronoïdienne. À la face postérieure, au-dessus de la trochlée, se trouve la profonde fossette olécrânienne.

#### Avant-bras
Le squelette de l’avant-bras est constitué du radius en dehors et de l'ulna en dedans, articulés à leurs extrémités (poignet en distal et coude en proximal) et séparés à la partie moyenne par l’espace inter osseux.

##### Ulna («cubitus»)
L'ulna (ou « cubitus ») est un os long, située entre l’humérus et le carpe, en dedans du radius. Elle présente un corps et deux extrémités. Le corps s’amincit vers le bas. L’extrémité supérieure, en vue latérale, montre une large échancrure ouverte en avant, la grande cavité sigmoïde. Celle-ci s’articule avec la trochlée humérale. Elle est délimitée par deux apophyses: l’une verticale, l’olécrâne et l’autre horizontale, l’apophyse coronoïde. L’extrémité inférieure montre en bas en dedans un prolongement vertical, l’apophyse styloïde. L'olécrâne constitue la majeure partie de l'articulation du coude.

##### Radius
Le radius est un os long situé entre l’humérus et le carpe, en dehors du cubitus. Il présente un corps et deux extrémités. Le corps est plus volumineux en bas qu’en haut. L’extrémité supérieure comprend la tête, le col et la tubérosité bicipitale. La tête, grossièrement cylindrique, forme en haut une cupule, qui s’articule avec le condyle huméral. Le col forme avec le corps un angle obtus ouvert en dehors. La tubérosité bicipitale se trouve au sommet de l’angle. L’extrémité inférieure est une pyramide quadrangulaire, montrant un prolongement, l’apophyse styloïde radiale. Il se termine à la base du pouce et sert de base à la majeure partie de l'articulation avec la main.

#### Main

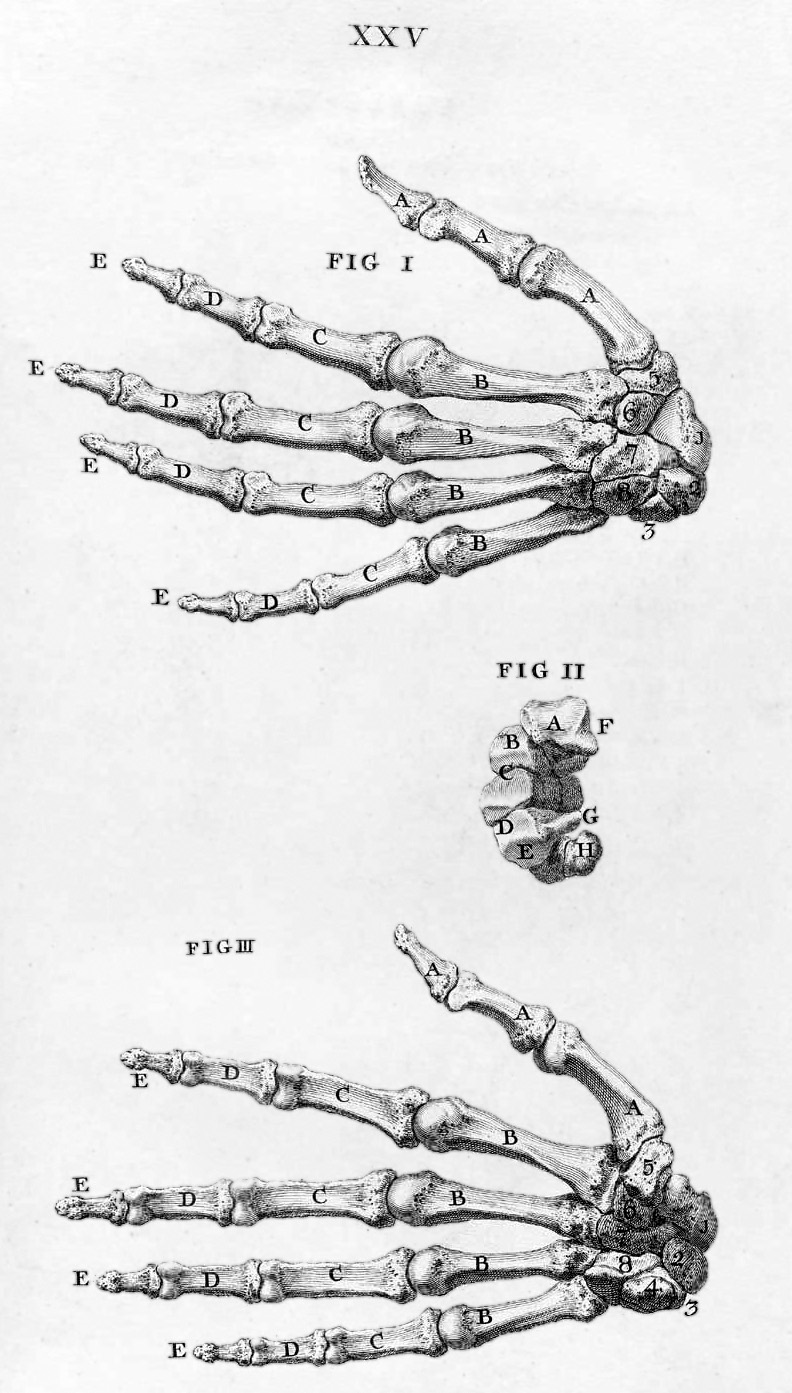
Les os de la main.

La main est constituée de 27 os, répartis en trois groupes : le carpe, le métacarpe, les phalanges.

##### Carpe
Le carpe est composé de 8 osselets irrégulièrement cubiques, disposés en deux rangées transversales. La rangée supérieure présente de dehors en dedans, le scaphoïde qui possède à sa face antérieure un tubercule, le lunatum, le triquetrum et le pisiforme, disposé au-devant du pyramidal. La rangée inférieure est composée, de dehors en dedans, par le trapèze, doté lui aussi d’un tubercule à sa face antérieure, le trapézoïde, le capitatum et l’hamatum, doté d’un crochet antérieur, l’apophyse unciforme.
Le carpe, dans son ensemble, forme une profonde gouttière ouverte en avant et limitée en dehors par le scaphoïde et le trapèze, en dedans par le pisiforme et l’apophyse unciforme de l’os crochu.

##### Métacarpe
Le métacarpe forme le squelette de la paume de la main. Il comprend cinq petits os longs numérotés de dehors en dedans, les « métacarpiens ».

##### Phalanges
Les phalanges forment le squelette des doigts. Chaque doigt possède trois phalanges, sauf le pouce qui n’en a que deux. Ce sont, de proximales à distales, les « phalanges », les « phalangines » et les « phalangettes ».

### Squelette du membre inférieur

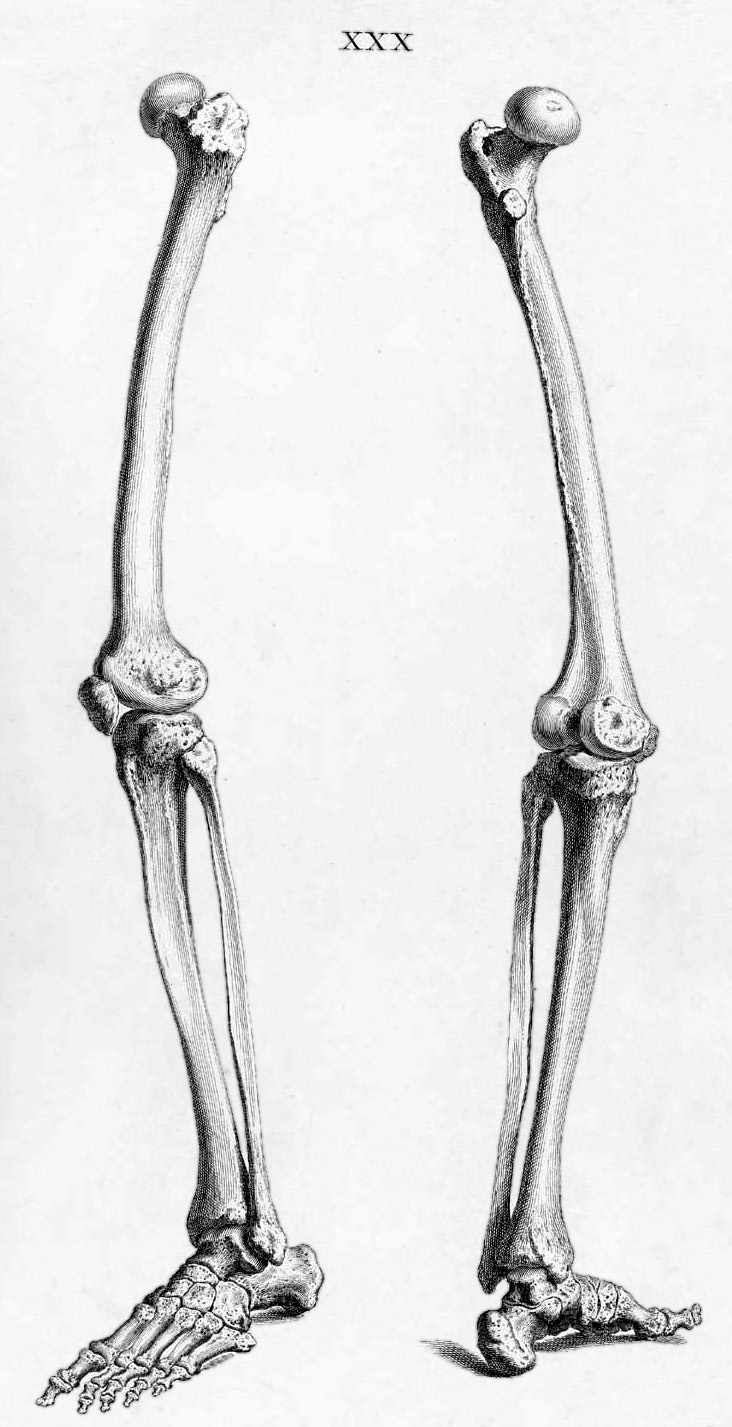
Les os des membres inférieurs.

Le membre inférieur comprend quatre segments: hanche, cuisse, jambe et pied.

#### Hanche: os coxal
L'os coxal est un os plat, compris entre le sacrum et le fémur. On décrit à l’os coxal deux faces, une externe et un interne et quatre bords : un supérieur, un inférieur, un antérieur, un postérieur. La face externe présente de haut en bas: la fosse iliaque externe, la cavité cotyloïde, qui reçoit la tête du fémur et le trou obturateur. Ce dernier est circonscrit par un cadre osseux qui présente deux renflements, l’un antérieur, le pubis et l’autre postérieur, plus volumineux, l’ischion. La face interne de l’os coxal est parcourue par une crête mousse, oblique en bas et en avant, la ligne innominée, qui entre dans la constitution du détroit supérieur du petit bassin. Le bord supérieur, ou crête iliaque, décrit un « S » très allongé. Le bord antérieur et le bord postérieur sont très accidentés.

#### Cuisse: le fémur
Le fémur est un os long (le plus long du corps humain), situé entre l’os coxal et le tibia. Il présente un corps et deux extrémités. Le corps est légèrement arqué en avant. L’extrémité supérieure présente la tête articulaire, formant environ les deux tiers d’une sphère, dirigée en haut, en dedans et un peu en arrière. Le col unit la tête aux trochanters et forme avec la diaphyse un angle dit d’inclinaison (110 à 140°). Le grand trochanter se situe à la partie postérieure du col. L’extrémité inférieure, volumineuse, présente deux portions articulaires, les condyles. Ceux-ci sont unis en avant par une autre surface articulaire, la trochlée et séparés en arrière par une échancrure dite intercondylienne.

#### Jambe
La jambe comprend le tibia et la fibula (ou « péroné »).

##### Tibia
Le tibia est un os long, situé en dedans du péroné (fibula), entre le fémur et l’astragale(ou talus). Son corps montre un bord antérieur contourné en « S », qui commence en haut à la tubérosité antérieure du tibia. Sa partie moyenne, très marquée, est la crête du tibia. L’extrémité supérieure, volumineuse, présente la forme d’une pyramide quadrangulaire. La base ou plateau tibial présente deux surfaces articulaires légèrement excavées, les cavités glénoïdes, séparées par l’espace interglénoïdien. De cet espace, s’élève l’épine du tibia, bifurquée. L’extrémité inférieure du tibia est aussi en forme de pyramide quadrangulaire dont la face interne se prolonge en bas pour former la malléole interne.

##### Fibula (péroné)
La fibula (dans la nouvelle nomenclature, anciennement le « péroné ») est un os long, situé en arrière et en dehors du tibia. Moins élevé que le tibia du côté du genou, il le déborde en bas.

#### Patella
La patella (anciennement « rotule ») est un os sésamoïde situé dans le tendon quadriceps. Elle a la forme d'un triangle.

#### Pied

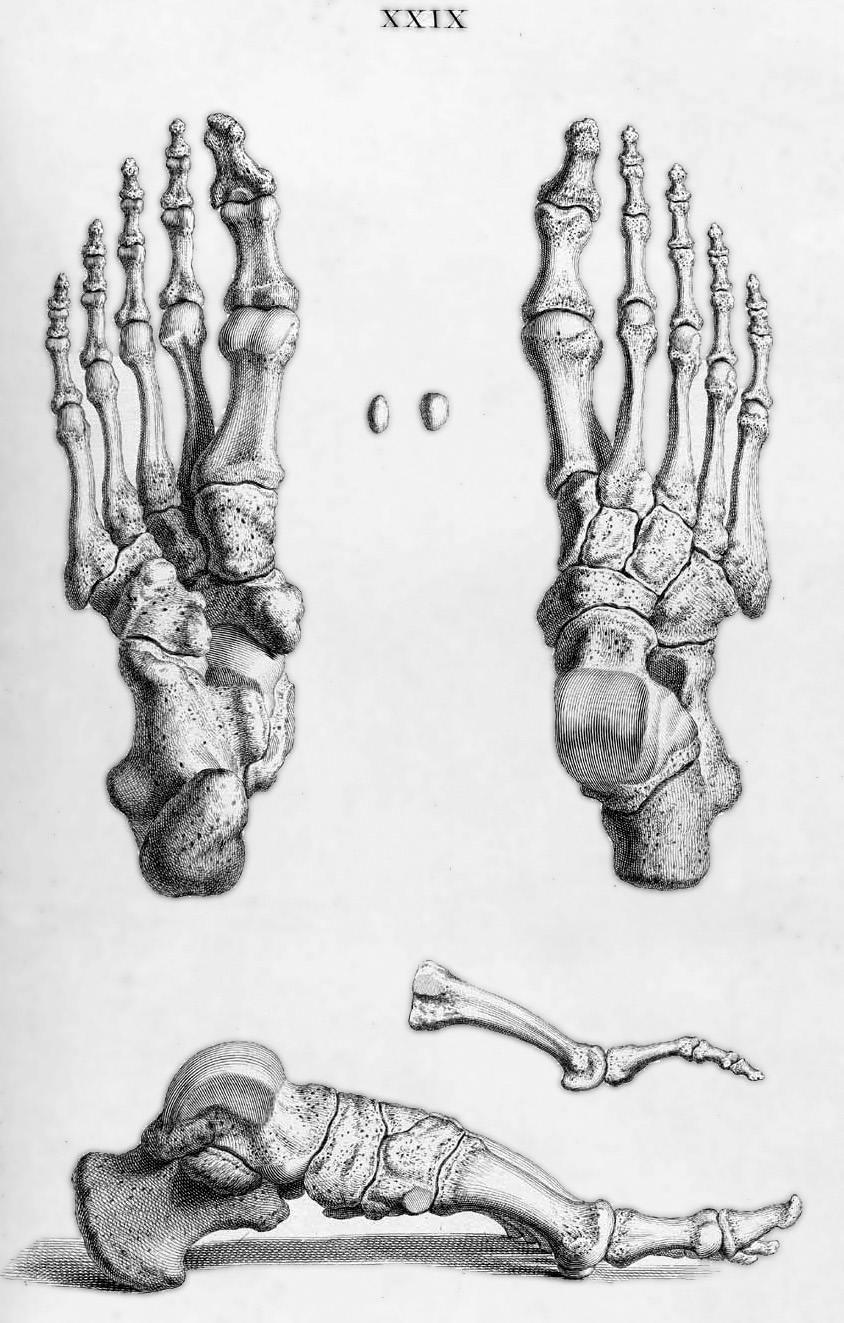
Les os du pied.

Le Pied comprend le tarse, le métatarse et les phalanges des orteils. Le tarse réunit 7 os courts, disposés en deux rangées. La rangée postérieure est formée de deux os superposés, le talus (« astragale ») et le « calcanéum » (calcaneus). L’antérieure est constituée en dehors par le cuboïde, en dedans par l'os naviculaire et les trois cunéiformes. L’astragale est irrégulièrement cubique. Elle présente, à sa face supérieure, la poulie astragalienne convexe dans le sens antéro-postérieur et concave transversalement. Plus large en arrière qu’en avant, elle s’articule avec la face inférieure de l’extrémité inférieure du tibia. Le calcanéum est l’os le plus volumineux du tarse.
Le métatarse est formé de cinq petits os longs numérotés de dedans en dehors, semblables aux métacarpiens.
Les orteils possèdent trois phalanges chacun, sauf le gros (aussi appelé « hallux ») qui n’en a que deux.

## Squelette fœtal, malformations congénitales

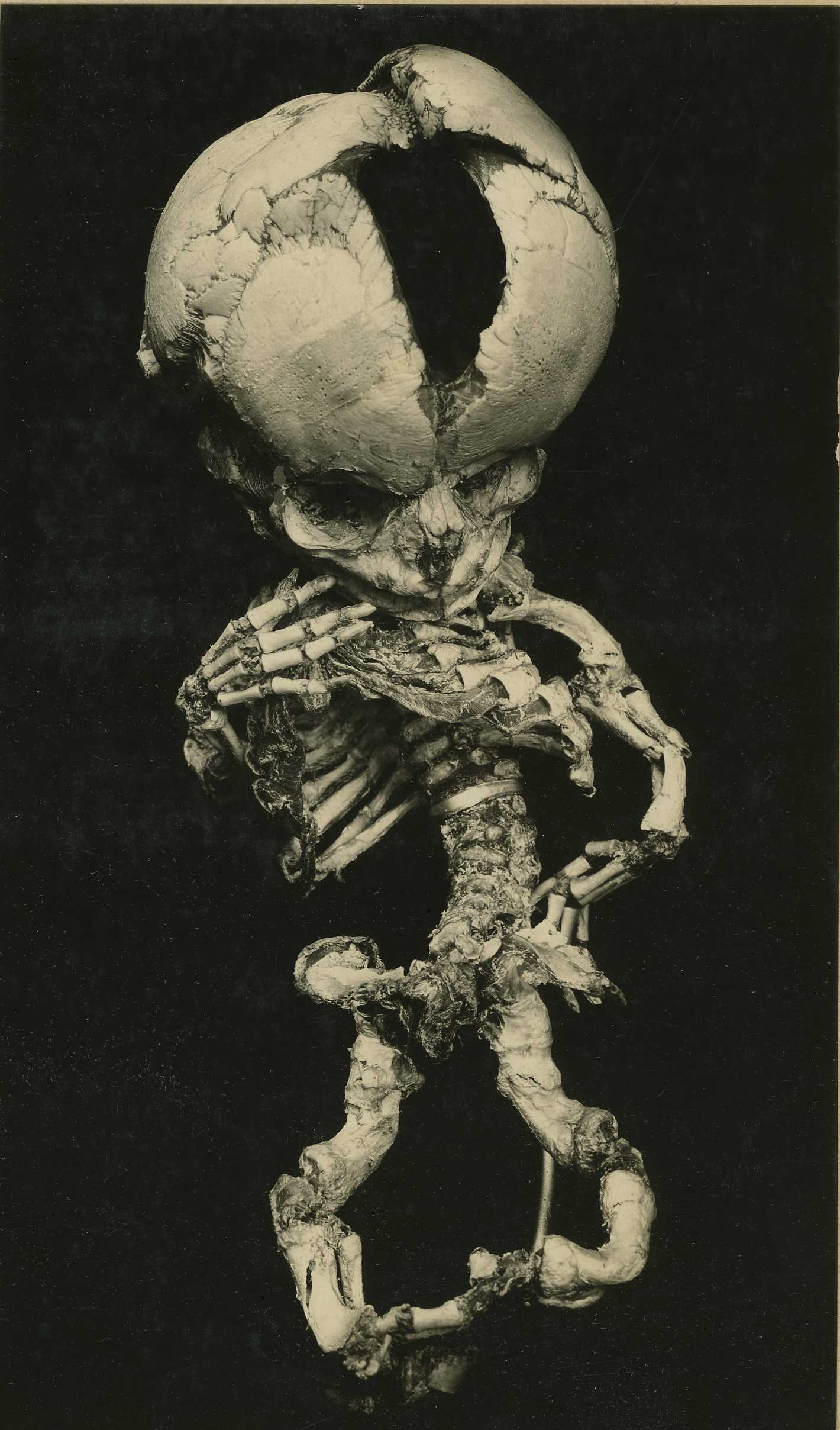
Squelette fœtal conservé pour la formation médicale (Archives médicales militaires des États-Unis)

À la 7e semaine, les 110 pièces osseuses qui constitueront le squelette sont en place mais sont molles. L'ossification s'esquisse la semaine suivante à partir des vertèbres et se complète tout au long du 3e et 4e mois.
De nombreux types de malformations peuvent affecter le squelette fœtal. On ne les découvrait autrefois qu'à la naissance ou chez l'enfant en croissance. Le scanner permet aujourd’hui de confirmer des suspicions d'anomalies découvertes à l'échographie ou attendues pour des raisons génétiques, mais en exposant le fœtus à une légère irradiation.

## Physiologie
- Il sert de charpente pour l’organisme et protège les viscères par les grandes cavités qu’il forme (crâne, thorax, bassin).
- Il est à la base de la mobilité du corps grâce aux articulations qui permettent aux muscles d’actionner les différents segments du squelette.
- Il loge, dans les os creux, la moelle osseuse qui fabrique des cellules sanguines.
- Il représente une réserve importante de minéraux, en particulier de calcium et de phosphore.
- Il joue aussi un rôle protecteur sur l'organisme en stockant certains métaux lourds, comme le plomb (c'est ce qui cause dans certains cas une intoxication au plomb en cas de fracture).

## Maladies
L'os est un tissu vivant sujet à différentes pathologies telles que :
- fractures
- ostéoporose ;
- Osteogenesis imperfecta ;
- arthrose ;
- cancer ;
- maladie osseuse de Paget

### Vitamine D
La vitamine D est une vitamine liposoluble fabriquée par la peau lors de l'exposition au soleil. Elle intervient dans la fixation du calcium sur les os. Un manque de vitamine D peut provoquer certaines maladies osseuses comme l'ostéoporose, l'ostéomalacie ou le rachitisme. Un apport suffisant en vitamine D permet de garder des os sains.

## Terminologie
| Articulation | La région où des os adjacents entrent en contact |
| Tubérosité   | Renflement que présentent certains os, donnant attache à des muscles ou à des ligaments |
| Trochanter   | Apophyse située à l'extrémité supérieure du fémur |
| Suture       | Il s'agit d'une structure articulaire ne permettant que des mouvements très limités, articulation caractérisée par l'absence de cartilage                                                                                            |
| Malléole     | La malléole interne appelée également médiale ou tibiale qui correspond à l'extrémité inférieure du tibia. La malléole externe appelée également latérale, péronière ou fibulaire qui correspond à l'extrémité inférieure du péroné. |
| Condyle      | Tête articulaire d'un os, proéminente et arrondie |
| Épicondyle   | Apophyse de l'extrémité inférieure de l'humérus |
| Foramen      | Conduit laissant passer les vaisseaux et les nerfs dans les os |
| Fosse        | Cavité donnant insertion à des muscles |
| Méat         | Orifice d'un conduit |
| Sinus        | Cavités aériennes dans les os crâniens près des fosses nasales et reliées à elles |
| Diaphyse     | La partie longue, relativement droite de l'os, région d'ossification primaire |
| Épiphyse     | Les deux extrémités de l'os long |
| Col          | Segment étroit de certains os, ex. : le col de l'humérus, du fémur |

### Ouvrages généraux
- Elaine N. Marieb et Katja Hoehn (trad. de l'anglais par Sophie Dubé), Anatomie et physiologie humaines, Montreuil, Pearsons, 2019, 1310 p. (ISBN 978-2-7661-0122-1, BNF 45798350), p. XXVI-1310.
- Janet S. Ross et Kathleen Jean Wilson Wallace (trad. de l'anglais, ill. Richard Tibbitts, édité par Anne Waugh & Allison Grant, coordination scientifique de l’édition française par Julie Cosserat), Anatomie et physiologie normales et pathologiques, Issy-les-Moulineaux, Elsevier Masson, 2019, 13e éd., XV-575 p. (ISBN 978-2-294-76408-0, BNF 45760534).

### Approches spécialisées
- Timothy D. White, Michael T. Black et Pieter A. Folkens (trad. J.-P. Beauthier, P. Lefèvre et F. Beauthier), Traité d'ostéologie humaine : anatomie, anthropologie, paléontologie, Louvain-La-Neuve, De Boeck supérieur, 2016, XXVIII-692 p. (ISBN 978-2-8073-0301-0).
- Anne-Lise Delezoide, Danielle Eurin, Gwenaëlle André et Suonavy Khung-Savatovsky (préf. Freddy E. Avni, Sophie Collardeau-Frachon), Le squelette en foetopathologie : l'os normal : développement, imagerie, structure, Montpellier, Sauramps médical, 2020, 296 p. (ISBN 979-10-303-0251-6).